# Вељка на Ипељу
Вељка на Ипељу (слч. Veľká nad Ipľom) насељено је мјесто са административним статусом сеоске општине (слч. obec) у округу Лучењец, у Банскобистричком крају, Словачка Република.

## Становништво
| Година:    | 1994. | 2004.   | 2014.   | 2024.   |
| ---------- | ----- | ------- | ------- | ------- |
| Број људи: | 882   | 943     | 940     | 954     |
| Разлика:   |       | +6,91 % | -0,31 % | +1,48 % |

| Година:    | 2023. | 2024.   |
| ---------- | ----- | ------- |
| Број људи: | 949   | 954     |
| Разлика:   |       | +0,52 % |

Према подацима о броју становника из 2011. године насеље је имало 945 становника.